# Grzegorz Chodkiewicz
Grzegorz (Hrehory) Aleksandrowicz Chodkiewicz herbu własnego (ur. ok. 1513 –  zm. 12 listopada 1572) – hetman wielki litewski od 1566, kasztelan wileński od 1564, wojewoda kijowski od 1555, wojewoda witebski od 1554.
Był synem wojewody nowogródzkiego Aleksandra Chodkiewicza. Od 1544: starosta tykociński, podkomorzy litewski, od 1554 wojewoda witebski, od 1555 kijowski, od 1559 kasztelan trocki. Wziął udział w wojnie litewsko-rosyjskiej 1558–1570, w 1561 jako hetman nadworny litewski wyruszył na czele wojska litewskiego do Inflant przeciw Rosji. Tam jednak zamiast bić się rozpoczął pertraktacje z wodzem moskiewskim Czeladninem „jak prawosławny z prawosławnym”. Efektem było spustoszenie przez Rosjan Witebska i utrata Połocka 1563. 26 stycznia 1564 Chodkiewicz wraz z hetmanem wielkim litewskim Mikołajem Radziwiłłem Rudym
odniósł nad Rosjanami świetne zwycięstwo w bitwie pod Czaśnikami. Na sejmie bielskim 1564 roku był świadkiem wydania przywileju bielskiego przez króla Zygmunta II Augusta. W uznaniu zasług wojskowych król Zygmunt II August mianował go w 1564 kasztelanem wileńskim i w 1566 hetmanem wielkim litewskim. W 1569 roku jako jeden z nielicznych magnatów litewskich był zwolennikiem unii lubelskiej, którą podpisał.